# Anton Beer-Walbrunn
Anton Beer-Walbrunn (29 de junho de 1864 – 22 de Março de 1929) foi um compositor alemão.

## Biografia
Beer foi o 4° de cinco filhos do professor, cantor, sacristão e escritor comunitário Anton Beer e sua esposa Margarethe Beer (nascida Walbrunn), no Alto Palatinado de Kohlberg. Seu local de nascimento foi demolido em 2019.

### Educação
Em 1877, ele frequentou a Escola Preparatória de Regensburge, fazendo o exame de admissão para o Mosteiro Dominicano de Eichstätt e o subsequente Seminário de Professores Eichstätt em 1880, mudando-se mais tarde para o seminário recém-fundado em Amberg (atual Max-Reger-Gymnasium Amberg) sendo um dos primeiros graduados em 1882. Em 1886, ele passou no exame final como o melhor de 57 candidatos.
Seu professor Domkapellmeister Widmann em Eichstätt deu a ele uma contribuição significativa e permitiu-lhe estudar em Munique de 1888 a 1891 com Joseph Rheinberger, Hans Bußmeyer e Ludwig Abel na Academia de Tonkunst. Em 1901 foi nomeado professor de contraponto, composição, harmonia e piano na mesma Royal Academy of Music de Munique. Em 1908 foi nomeado Professor Real. Em 1904 casou-se com a pintora Ida Görtz, com quem passou a usar o apelido de solteira de sua mãe, que morreu muito jovem, como um nome duplo Beer-Walbrunn.
Entre seus alunos estavam Télémaque Lambrino, Fritz Büchtger, Alfred Einstein, Carl Orff e Wilhelm Furtwängler, além do musicólogo e crítico Eugen Schmitz.

### Morte
Beer morreu em Munique em 22 de Março de 1929. Seu túmulo está localizado no cemitério de Waldfriedhof. A associação de arte e cultura Anton Beer-Walbrunn - Kohlberg (fundada em junho de 2015) e está realizando o "Beer-Walbrunn-Days" no outono, onde sua música é tocada novamente, com a participação do município Bávaro de Markt Kohlberg, a cidade de Weiden e o distrito de Oberpfalz.

## Trabalhos

### Vocal
- op. 12 after texts by Ludwig Uhland and Adolf Friedrich von Schack
- op. 13 et al. after Nikolaus Lenau
- op. 24 after Nikolaus Lenau
- op. 27 Songs for voice and piano
- op. 31 The Fugitive, Ballad for baritone and orchestra
- op. 34 Ten "Shakespeare"'s sonnets"
- op. 37 after Annette von Droste-Hülshoff
- op. 39 after Nikolaus Lenau and Ludwig Uhland
- op. 59 Sacred Songs after Eichendorff
- op. 60 after Joseph von Eichendorff
- op. 62a Songbook for high school girls
- op. 62b Songbook for Boys' Middle Schools
- op. 62c Arrangements of Christmas songs for voice, piano, violin and cello
- op. 63 Seven Songs for Voice and Piano

### Coro
- op. 7 The Air Ghost Song for mixed choir and orchestra
- op. 16 Mahomet's Song for solos, choir, orchestra and organ after Goethe (1895)
- op. 1, 35b, 48, 66, 69 for mixed choir
- op. 35a, 53, 55, 68 for male choir

### Teatro
- op. 10 The Expiation, opera after Theodor Körner, premiere 1894 at Lübeck
- op. 18 Don Quixote, opera after Miguel de Cervantes, premiere 1908 Munich, under Felix Mottl
- op. 41 Sühne, arrangement of the opera op. 10 as Volksoper in one act
- op. 43 Stage music to Hamlet (1909)
- op. 47 arrangement of the opera The three daughters of Cecrop by N. A. Strungk
- op. 50 The Beast, comedy after Anton Chekhov, first performance 1914 Karlsruhe, Court Theatre
- op. 54 incidental music to Shakespeare's Tempest, 2 acts
- op. 64 The Tempest, symbolic fairy tale in 3 acts, incidental music

### Orquestras
- op. 2 Concert Overture
- op. 5 Symphony in F minor
- op. 9 Concert Allegro in F sharp minor for violin and orchestra
- op. 11 Symphonic Fantasy D Major "Artist Life"
- op. 22 German Suite
- op. 36 Symphony E Major
- op. 38a Orchestral arrangement of a canzone by Gabrieli
- op. 38b Arrangement of a Gavotte by Schlemüller for violoncello and orchestra
- op. 40 "Cloud Cuckoo's Home", three burlesques
- op. 52 Concerto for violin and orchestra G major
- op. 61 Overture of comedy based on motives from the opera "The Beast"

### Música de câmara
- op. 3 Little Fantasy in G minor for violin and piano
- op. 4 String Quartet No. 1 in C major
- op. 6 String Quartet No. 2 in C minor
- op. 8 Piano Quartet F major (premiere with Hans Pfitzner at the piano)
- op. 14 String Quartet No. 3 G Major
- op. 15 Sonata for violoncello and piano G major
- op. 17 Sketch of a piano quintet in G minor
- op. 19 String Quartet No. 4 in E minor
- op. 20 Ode for violoncello and piano G major
- op. 25 Humoresque for string quartet and piano G major
- op. 26 String Quartet No. 5 D minor
- op. 30 Sonata for violin and piano in D minor
- op. 33 Arrangements of six sonatas for violin and harpsichord by Dall'Abaco
- op. 70 Piano Quintet in G minor, arrangement of the sketch op. 17

### Piano
- op. 21 Travel Pictures, cycle of six piano pieces
- op. 22 Deutsche Suite for four hands for piano and orchestra
- op. 23 Fugue in G minor, march and waltz (four hands)
- op. 42 Three pieces for piano solo as well as violin and piano, including:
- op. 42/2 Variations on "How beautifully the morning star shines"
- op. 56/57 piano pieces
- op. 58 Fantasy Sonata in F sharp minor for piano solo
- op. 67 Three pieces for piano solo

### Órgão
- op. 28 Drei Fugen für die Orgel (1905)
- op. 29 Drei kleine Fugen für die Orgel
- op. 32 Orgelsonate g-Moll (1906)
- op. 45 Kleine Stücke für die Orgel[7]

## Gravações
- Anton Beer-Walbrunn – Shakespeare-Sonette und ausgewählte Lieder (Weltersteinspielung 2016). Angelika Huber (soprano), Kilian Sprau (piano). Bayer Records BR 100 390
- Süddeutsche Orgelmusik der Spätromantik. Gerhard Weinberger (Organ). TYXart / BR KLASSIK, TXA15052. Darunter die Orgelfuge über einen gregorianischen Choral op. 29/1. Bestell-Nr. TXA15052